# Scopula subatrata
Scopula subatrata är en fjärilsart som beskrevs av Wagner 1919. Scopula subatrata ingår i släktet Scopula och familjen mätare. Inga underarter finns listade.